# 疯狂毒气怪
瘋狂毒气怪（英語：The Mad Gasser of Mattoon）是起始于1930年的都市传说，全身会穿黑色的衣服，会散播带有甜味，但会让人剧烈头痛和呕吐的毒气。